# Florin Stângă
Florin Stângă (n. 22 iunie 1978, Brașov, România) este un antrenor român de fotbal și fost jucător.
A cunoscut consacrarea la Pandurii Târgu Jiu unde a petrecut trei sezoane și jumătate, ajungând și căpitanul formației gorjene. În 2009 s-a transferat în Grecia, la Skoda Xanthi, dar după un singur sezon a revenit în România, semnând cu FCM Târgu Mureș. În data de 17 februarie 2011 a revenit la fosta sa echipă, FC Brașov. Mai apoi a activat la câteva echipe de liga a 4-a și a 3-a până în ianuarie 2018 când a revenit pe Stadionul Tineretului (Brașov) în funcția de antrenor-jucător la echipa AS SR Brașov, club-phoenix care continuă tradiția lui FC Brașov.

## Legături externe
- Florin Stângă la romaniansoccer.ro
- Florin Stângă la transfermarkt.ro
- Profilul lui Florin Stângă pe Soccerway